# باميلا بير
باميلا بير (بالألمانية: Pamela Behr)‏ (و. 1956  م) هي متزحلقة ألمانية، شاركت في الألعاب الأولمبية الشتوية 1976، والألعاب الأولمبية الشتوية 1980، والألعاب الأولمبية الشتوية 1972.

## روابط خارجية
- باميلا بير على موقع الاتحاد الدولي للتزلج (التزلج على المنحدرات الثلجية) (الإنجليزية)
- باميلا بير على موقع اللجنة الأولمبية الدولية (الإنجليزية)
- باميلا بير على موقع أوليمبيديا (الإنجليزية)